# Strojne
Strojne (ukr. Стройне) – wieś na Ukrainie, w obwodzie zakarpackim, w rejonie mukaczewskim, w hromadzie Swalawa, nad Dusynką. W 2001 roku liczyła 2726 mieszkańców.